# Henicus
Henicus is een geslacht van rechtvleugeligen uit de familie Anostostomatidae. De wetenschappelijke naam van dit geslacht is voor het eerst geldig gepubliceerd in 1837 door Gray.

## Soorten
Het geslacht Henicus omvat de volgende soorten:
- Henicus bechuanus Péringuey, 1916
- Henicus brevimucronatus Griffini, 1911
- Henicus cephalotes Bolívar, 1890
- Henicus costulatus Brunner von Wattenwyl, 1888
- Henicus ferox Péringuey, 1916
- Henicus monstrosus Herbst, 1803
- Henicus pattersoni Stoll, 1813
- Henicus prodigiosus Stål, 1878
- Henicus promontori Péringuey, 1916